# اوندینو ویرا
اوندینو ویرا (اسپانیایی: Ondino Viera‎; ۱۰ سپتامبر ۱۹۰۱ – ۲۷ ژوئن ۱۹۹۷) مربی فوتبال اهل اروگوئه بود.